# Anna Schweppe
Anna Schweppe (* 24. Juli 1913 in Ochtrup; † 8. Dezember 2007; geborene Scheipers) war die Zwillingsschwester des katholischen Priesters Hermann Scheipers.

## Werdegang
Schweppe hielt nach der Inhaftierung ihres Bruders und seiner Überstellung in das KZ Dachau unter Lebensgefahr den Kontakt zu ihm aufrecht. Sie schmuggelte Briefe, Lebensmittel und Medikamente ins Lager. Als er nach einem Schwächeanfall in den Invalidenblock verlegt worden war, von wo aus regelmäßig Häftlinge zur Vergasung deportiert wurden, drang Anna Schweppe zusammen mit ihrem Vater bis in das Reichssicherheitshauptamt in Berlin vor. Ihre Intervention rettete ihren Bruder und vermutlich weitere Priester vor dem Tod in der Gaskammer.

## Ehrungen
- 1987: Ehrenkreuz Pro Ecclesia et Pontifice
- 2002: Bundesverdienstkreuz
- 2009: Benennung des Anna-Schweppe-Wegs in Münster-Sudmühle, wo sie zuletzt wohnhaft war

| Personendaten    | Personendaten                                      |
| ---------------- | -------------------------------------------------- |
| NAME             | Schweppe, Anna                                     |
| KURZBESCHREIBUNG | deutsche Schwester des Priesters Hermann Scheipers |
| GEBURTSDATUM     | 24. Juli 1913                                      |
| GEBURTSORT       | Ochtrup                                            |
| STERBEDATUM      | 8. Dezember 2007                                   |